# Merionoedopsis brevipennis
Merionoedopsis brevipennis är en skalbaggsart som beskrevs av Julius Melzer 1935. Merionoedopsis brevipennis ingår i släktet Merionoedopsis och familjen långhorningar.
Artens utbredningsområde är Paraguay. Inga underarter finns listade i Catalogue of Life.